# Selfie
Een selfie is een gefotografeerd zelfportret, doorgaans gemaakt met een smartphone of webcam, vaak met de bedoeling de foto te uploaden naar een sociaalnetwerksite.

## Werking
Een smartphone heeft voor het maken van selfies vaak in aanvulling op de camera aan de achterkant ook een camera aan de voorkant (de kant met het beeldscherm), de frontcamera. De preview is vaak in spiegelbeeld (de smartphone werkt wat dat betreft als spiegel) zodat links en rechts op het scherm overeenkomen met links en rechts in de werkelijkheid voor degene die de selfie maakt. De foto wordt normaal gesproken opgeslagen zoals gezien door een waarnemer tegenover de persoon op de foto, dus anders dan op de preview.
Een van de typische kenmerken van een selfie is dat als hij gemaakt is met een smartphone of digitale camera, op de foto vaak te zien is dat de persoon die is afgebeeld de camera vasthoudt. Het gebruik is met name populair bij jongeren. Ze worden veelvuldig gebruikt als avatar.

## Historiek
Voor zover bekend werd het woord 'selfie' op 13 september 2002 voor het eerst gebruikt op een Australisch online forum, waar iemand zich verontschuldigde voor het publiceren van een onscherpe foto, door te schrijven: "And sorry about the focus, it was a selfie." Het allereerste zelfportret werd al in 1839 gemaakt, door Robert Cornelius.
In 2004 verscheen het woord als tag op Flickr. Sinds 2012 wordt het veelvuldig toegepast. In het begin werd het weleens met een 'y' op het einde gespeld, later werd 'ie' gebruikelijker.
Door de Britse Oxford University Press werd het in 2013 verkozen tot Engels woord van het jaar. Het werd in dat jaar voor het eerst opgenomen in de Nederlandse Dikke van Dale en tevens verkozen tot het woord van het jaar in Nederland en Vlaanderen. Als reactie hierop stelde schrijver en taalkunstenaar Kees van Kooten een dag later het palindroom "otofoto" als Nederlandstalig alternatief voor. Ook de leenvertaling zelfje wordt gebruikt.
Bij de gemeenteraadsverkiezingen van maart 2014 in Nederland werden in ruime aantallen foto's, waaronder selfies, gemaakt die in de media werden aangeduid als stemfies. Het maken van foto's in een stemlokaal schuurt tegen een geheime stemming aan. Straffen worden er echter niet voor uitgedeeld. Dat is in andere landen anders. In Zuid-Afrika kan men een jaar gevangenisstraf krijgen voor het maken van een foto in een stemlokaal. In India kan men voor drie maanden de gevangenis in. In België is het verboden en kan men er tot 3000 euro boete voor krijgen.

## Accessoires en faciliteiten

### Selfiestick
Om het mogelijk te maken om van zichzelf een foto te maken op afstand, bijvoorbeeld om zichzelf in een grote groep of met een breder panorama op de achtergrond te fotograferen, is de selfiestick ontwikkeld. Dit is een telescopische metalen stok met aan het uiteinde een clip of houder waarop/waarin een smartphone of camera kan worden vastgezet. Door de stick dan in de lucht te steken, kan men een panoramische selfie maken. De populariteit van het voorwerp kwam onder andere tot uiting doordat het woord "selfiestick" in 2014 voorkwam in de shortlist van de categorie "Sport/amusement" van de Vlaamse editie van het Woord van het jaar.
Selfiesticks kunnen overlast of gevaar veroorzaken, bijvoorbeeld in achtbanen. Ook kunnen ze als wapen misbruikt worden. Meerdere musea hebben de selfiestick ondertussen al verboden. Zo verbood het Smithsonian Institution het gebruik ervan in zijn 19 musea en galerieën in Washington D.C. "om bezoekers en objecten te beschermen". Ook in het Metropolitan Museum of Art en het Museum of Modern Art in New York en het J. Paul Getty Museum in Los Angeles is de selfiestick verboden. Het Kasteel van Versailles verbood de stick vanaf maart 2015. De selfiesticks worden soms ook geweerd in voetbalstadions of tijdens concerten.

### Selfiehoekje
Inspelende op de veranderende manier van hoe het publiek attracties beleeft, worden op publieke plaatsen zoals musea selfiehoekjes gecreëerd. Deze selfiehoekjes zijn fotogenieke plekjes speciaal vervaardigd voor het maken van ludieke selfies. Er zijn zelfs selfiemusea, de zogenaamde Instagrammusea, die in feite een grote verzameling van selfiehoekjes zijn.

## Gevaren
Het maken van een selfie kan gevaarlijk zijn. In mei 2015 raakte een vrouw zwaargewond toen ze een selfie wilde maken met een pistool, dat onbedoeld afging. In Spanje overleed in augustus 2015 een man die tijdens een stiergevecht een selfie nam en werd gespiest door een stier. Een Japanse toerist overleed in september 2015 na een val van de trappen van de Taj Mahal, terwijl hij een selfie probeerde te nemen. Bezigheden met een smartphone door de piloot, waaronder het nemen van selfies, was hoogstwaarschijnlijk de oorzaak van een dodelijk vliegtuigongeluk in Colorado op 31 mei 2014.
Oxford University publiceerde in oktober 2021 cijfers van dodelijke ongelukken bij het nemen van selfies vanaf 2008. Het totaal aantal slachtoffers van 379 betrof onder meer honderd Indiërs, 39 Amerikanen en 33 Russen. Het ging vooral om toeristen en de meesten waren jonge mannen.